# Aksys Games
Aksys Games es una distribuidora de videojuegos que se especializa en adaptar, y traducir videojuegos japoneses para mercados anglo-partlantes. Fue fundada por Akibo Shieh en Torrance, California el 14 de julio de 2006. Algunos de sus clientes incluyen: Namco Bandai Games, Xseed Games, y Atlus USA. Aksys Games es conocido por su involucramiento al distribuir varios juegos de la serie de Guilty Gear. Ellos se han convertido en una licenciataria con el anuncio del juego: Eagle Eye Golf para la PlayStation 2, y han expresado sus deseos para publicar juegos para todas las consolas disponìbles tales como: Microsoft, Nintendo, y Sony.
El nombre de la compañía es similar a Arc System Works, con quienes tienen una relación de trabajo. Sin embargo, teniendo nombres similares y una relación de trabajo, ninguna de las compañías es dueña de la otra.  Aksys Games publica muchos juegos para Arc System Works en Norteamérica, y ha ayudado en la publicación de la serie Bit.Trip en Japón.

## Juegos licenciados por Aksys Games

### Arcade
- BlazBlue: Calamity Trigger (Taito Type X2)

### Nintendo DS
- Animal Puzzle Adventure (DSiWare)
- From the Abyss
- Hero's Saga Laevatein Tactics
- Hoshigami Remix
- Jake Hunter: Detective Chronicles
- Jake Hunter Detective Story: Memories of the Past
- Princess on Ice
- Rockin' Pretty
- Super Dodgeball Brawlers
- theresia
- 999: Nine Hours, Nine Persons, Nine Doors

### Wii
- Castle of Shikigami III
- Guilty Gear XX Accent Core
- Guilty Gear XX Accent Core Plus
- Hooked! Again: Real Motion Fishing
- Hooked! Real Motion Fishing
- MiniCopter: Adventure Flight
- Bit.Trip Beat (WiiWare)
- Bit.Trip Core (WiiWare)
- Bit.Trip Void (WiiWare)
- Family Glide Hockey (WiiWare)
- Family Mini Golf (WiiWare)
- Family Pirate Party (WiiWare)
- Family Slot Car Racing (WiiWare)
- Family Table Tennis (WiiWare)
- Family Tennis (WiiWare)
- Squeeballs Party

### PlayStation 2
- Eagle Eye Golf
- Guilty Gear XX Accent Core
- Guilty Gear XX Accent Core Plus

### PlayStation 3
- Battle Fantasia (PlayStation Network)
- BlazBlue: Calamity Trigger
- Record of Agarest War (PlayStation Network)

### PlayStation Portable
- Blazblue Portable
- Cho Aniki Zero
- Guilty Gear XX Accent Core Plus
- Mimana Iyar Chronicles
- Fate Extra
- Ragnarok: Tactics

### Xbox 360
- Battle Fantasia
- BlazBlue: Calamity Trigger
- DeathSmiles
- Guilty Gear 2: Overture
- Record of Agarest War